# Cymothoa vicina
Cymothoa vicina là một loài chân đều trong họ Cymothoidae. Loài này được Hale miêu tả khoa học năm 1926.